# William Ockham
William Ockham, Wilhelm Ockham ang. William of Ockham (ur. ok. 1285, zm. 9 kwietnia 1347 albo 1349) – filozof, teolog franciszkański z nurtu woluntarystycznego, twórca teorii teologicznych, uznanych za niezgodne z oficjalnym nauczaniem Kościoła katolickiego. Został ekskomunikowany, ale 10 lat później, w 1359 roku, został oficjalnie zrehabilitowany przez papieża Innocentego VI.

## Życiorys
Urodzony około 1285 roku w angielskiej wiosce Ockham. W 1318 roku ukończył studia w Oksfordzie, a następnie pozostał tam jako wykładowca. Oskarżony o herezję został wezwany na dwór papieża Jana XXII, udało mu się zbiec, skąd udał się pod kuratelę cesarza Ludwika IV Bawarskiego, następnie został ekskomunikowany. Zajmował się głównie teorią poznania. Jego zwolenników nazywa się ockhamistami.
Zajmując się problemami twierdzeń dotyczących rachunku zdań, dał pierwowzór prawom de Morgana.
Zasada ekonomii myślenia zwana brzytwą Ockhama wzięła nazwę od jego nazwiska.
Zmarł w Monachium 10 kwietnia 1347 albo 2 lata później podczas epidemii czarnej śmierci.

## Poglądy teologiczne
Ockham wszedł w polemikę z klasyczną filozofią i teologią scholastyczną. Scholastykom i klasykom, przede wszystkim racjonalistycznej szkole dominikańskiej, zarzucał uszczuplanie władzy Bożej. Według Ockhama uznanie, że Bóg może działać jedynie racjonalnie, zgodnie z logiką, która jest właściwa rozumowi ludzkiemu, pozbawia Go atrybutu wszechwładności, suwerenności. Podporządkowuje Jego wolę jakimś ograniczeniom rozumowym. Grecko-scholastycznej wizji Boga Ockham przeciwstawił swoje rozumienie Boga biblijnego, chrześcijańskiego Stwórcę-Suwerena, którego władza nie podlega żadnym ograniczeniom.
Dlatego też Ockham akcentował problem Bożej woli jako podstawę wszelkich rozważań o Bogu – w przeciwieństwie do filozofii klasycznej i szkoły dominikańskiej, której wszelkie rozważania religijne zaczynały się od refleksji nad rozumnością świata. Franciszkański myśliciel na swój sposób rozwinął nurt zapoczątkowany przez innego franciszkanina Jana Dunsa Szkota, przekraczając granice ortodoksyjnej nauki katolickiej.
Poglądy wyznawane przez Ockhama skrytykował papież Benedykt XVI w swoim wykładzie ratyzbońskm. Były profesor uniwersytetu w Ratyzbonie mówiąc m.in. o chybionych próbach dehellenizacji myśli chrześcijańskiej w myśli nowożytnej, podkreślił, że wynika z nich wykoślawiony obraz kapryśnego Boga:

(...) Wraz z Dunsem Szkotem pojawił się woluntaryzm, który ostatecznie doprowadził do twierdzenia, że możemy poznać jedynie Bożą voluntas ordinata. Ponad nią znajduje się dziedzina Bożej wolności, mocą której mógłby uczynić wszystko przeciwnie do tego, co w rzeczywistości uczynił. To daje początek stanowiskom, które wyraźnie zbliżają się do stanowiska /muzułmańskiego myśliciela/ Ibn Hazna i które mogłyby nawet doprowadzić do obrazu Boga kapryśnego, który nie jest nawet związany prawdą i dobrocią. Boża transcendencja i inność są tak wywyższone, że nasz rozum, nasze poczucie tego, co prawdziwe i dobre, nie są już prawdziwym odbiciem Boga, którego najgłębsze możliwości pozostają wiecznie nieosiągalne i ukryte za Jego rzeczywistymi decyzjami. W przeciwieństwie do tego, wiara Kościoła twierdziła zawsze, że pomiędzy Bogiem i nami, pomiędzy Jego wiecznym Duchem Stwórcą a naszym stworzonym rozumem istnieje prawdziwa analogia, w której niepodobieństwo pozostaje nieskończenie większe niż podobieństwo, nie jednak do tego stopnia, by odrzucić analogię i jej język (por. Lateran IV).

Metafizyczna wizja Boga proponowana przez Williama Ockhama, według Louisa Bouyera, została przyswojona przez Marcina Lutra i innych reformatorów. W jego ocenie, Luter, przeciwny wszelkiej filozofii, spośród scholastyków akceptował jedynie Ockhama. [...] Myśl Ockhama wpłynęła na protestancką teologię Boga, człowieka i świata bardziej niż Pismo Święte:

Co więc jest źródłem protestanckiej teologii Boga niewładnego objawić Siebie stworzeniu; człowieka niezdolnego, nawet z pomocą boskiej wszechmocy, do wyrwania się ze swojej samotności, z autonomii swej tak zarozumiałej pokory; świata i Boga skazanych nieodwołalnie na skrajną formę ‘zewnętrzności’? Dla historyka odpowiedź jest oczywista. Reformatorzy nie wymyślili sami tego dziwnego i przenikniętego rozpaczą wszechświata, podobnie jak nie znaleźli go w Piśmie świętym. Jest to po prostu wszechświat filozofii, w której zostali wychowani, scholastyki w okresie swej dekadencji.

Według Marie-Dominique Philippe OP, racjonalizm Williama Ockhama dokonał w teologii ogromnych szkód. Sprawił, że w epoce nowożytnej refleksja teologiczna przeszła od poszukiwań metafizycznych do analiz czysto logicznych. Odtąd teologia zamknęła się na kontemplację, gdyż obraca się w kręgu idei i pojęć, nie sięgając rzeczywistości – zwłaszcza miłości, która jest istotą chrześcijaństwa:

Prymat logiki prowadzi do prymatu idei; kiedy zaś idea staje się pierwsza, miłość nie może już być tym, czym powinna. Krótko mówiąc, pozbawiając poznanie intelektualne i metafizykę realizmu, logika Ockhama spowodowała natychmiastowy upadek teologii. Dopóki logika pozostaje narzędziem, jest oczywiście czymś wspaniałym. Kiedy tylko jednak zajmie miejsce metafizyki, zabija wszelkie spojrzenie na miłość. W istocie Ockham przekazał teologię, która nie mogła już mówić o Duchu Świętym i o miłości tak jak powinna.

Pomimo powyższej krytyki, w rzeczywistości William Ockham był jedynie jednym z wielu źródeł, którym mogli się inspirować XVI-wieczni reformatorzy Kościoła z Marcinem Lutrem na czele, których podstawą była myśl augustyńska, powrót do studiowania Pisma Świętego w oryginalnych językach oraz odrzucenie scholastycznych spekulacji teologicznych na rzecz ukierunkowania teologii na Jezusa Chrystusa.

## Dzieła

Quaestiones in quattuor libros sententiarum

### Filozofia
- Summa logicae (przed 1327), Paryż 1448, Bolonia 1498, Wenecja 1508, Oxford 1675.
- Quaestiones in octo libros physicorum, (przed 1327), Rzym 1637.
- Summulae in octo libros physicorum, (przed 1327), Wenecja 1506.
- Quodlibeta septem (przed 1327), Paryż 1487.
- Expositio aurea super totam artem veterem: quaestiones in quattuor libros sententiarum, Lyon 1495, Bolonia 1496.
- Major summa logices, Wenecja 1521
- Quaestiones in quattuor libros sententiarum, Lyon, 1495.
- Centilogium theologicum, Lyon 1495.

### Teologia
- Questiones earumque decisiones, Lyon 1483.
- Quodlibeta septem, Paryż 1487, Strasburg 1491.
- Centilogium, Lyon 1494.
- De sacramento altaris and De corpore christi, Strasburg 1491, Venice 1516.
- Tractatus de sacramento allans

### Polityka
Ockhama można uznać za najwybitniejszego apologetę cesarskich roszczeń do niezależności od władzy kościelnej. Potępiony przez katolickich hierarchów za swoje poglądy Ockham uciekł na dwór Ludwika Bawarskiego, gdzie wypowiedział słynne słowa: "Broń mnie mieczem, a ja będę ciebie bronił piórem". Słowa dotrzymał.
W swojej myśli politycznej Ockham oparł się na dwóch źródłach: filozofii awerroizmu i dosłownej interpretacji Pisma Świętego. Od awerroistów przejął przekonanie, że "interes jednostki jest zawsze tożsamy z interesem wspólnoty”. Analizując zaś księgi Starego i Nowego Testamentu, zarzucił papiestwu herezję – doszedł bowiem do wniosku, że władza świecka pochodzi od Boga bezpośrednio, a Kościół nie jest żadnym pośrednikiem w jej przekazywaniu. Ockham w swojej myśli zawarł nawet pewną formę koncepcji umowy społecznej. Według niego to ludzie na swój wniosek otrzymali od Boga władzę, która uległa uświęceniu.
Dzieła:
- Opus nonaginta dierum (1330-1332), Leuven 1481, Lyon 1495.
- Dialogus…de imperatorum et pontificum potestate, Lyon 1495.
- Compendium errorum Joannis XXII papae (1335-1338), Paryż 1476, Lyon 1495.
- Defensorium contra errores Johannem XXII papae (1335-1339) Wenecja 1513.
- Super potestate summi pontificis octo quaeslionum decisiones (1339-1342).
- Tractatus de dogmatibus Johannis XXII papae (1333-34).
- Adversus errores Johannis XXII, Leuven 1481, Lyon 1495.
- Epistola defensoria, Wenecja 1513.
- Decisiones octo quæstionum (po 1339), Lyon 1496.
- Dialogus in tres partes diatinctus (1342-43), Paryż 1476.
- De jurisdictione imperatoris in causis matrimonialibus, Heidelberg 1598.
- De electione Caroli IV (ostatnie dzieło)

Napisał również liczne komentarze do dzieł innych autorów.